# Jose Maria Sison
José María Canlás Sison (sinh ngày 8 tháng 2 năm 1939 – mất ngày 16 tháng 12 năm 2022) là một nhà văn và nhà hoạt động người Philippines đã sáng lập Đảng Cộng sản Philippines và bổ sung các yếu tố chủ nghĩa Mao vào triết lý của mình.
Kể từ tháng 8 năm 2002, ông đã bị Hoa Kỳ phân loại là "người ủng hộ chủ nghĩa khủng bố". Tòa án nhị cấp của Liên minh châu Âu đã phán quyết ông là "người ủng hộ chủ nghĩa khủng bố" và đảo ngược quyết định của các chính phủ viên đóng băng tài sản.

## Tiểu sử
Sison sinh ngày 8 tháng 2 năm 1939 ở thị xã Cabugao, Ilocos Sur ở Philippines, trong một gia đình địa chủ có vai vế có tổ tiên từ Phúc Kiến và có các mối quan hệ với các dòng dọ nổi tiếng như Crisologos, Sollers, Serranos, và Singsons. Người chú bác của ông là Teófilo Sison, một nhà chính trị nổi bật bị kết án năm 1946 và đã hợp tác với quân chiếm đóng Nhật Bản. Lúc còn nhỏ ở Ilocos, cậu bé đã theo học trường công trước khi nhập học Đại học Ateneo de Manila và sau đó học tại Colegio de San Juan de Letran.